# Los Limones, Mazatlán
Los Limones är en ort i Mexiko.   Den ligger i kommunen Mazatlán och delstaten Sinaloa, i den centrala delen av landet, 900 km nordväst om huvudstaden Mexico City. Los Limones ligger 85 meter över havet och antalet invånare är 162.
Terrängen runt Los Limones är huvudsakligen platt, men norrut är den kuperad. Runt Los Limones är det ganska tätbefolkat, med 139 invånare per kvadratkilometer. Närmaste större samhälle är Mazatlán, 17,3 km söder om Los Limones. Omgivningarna runt Los Limones är en mosaik av jordbruksmark och naturlig växtlighet.